# Callinico I
Callinico I (640 – Roma, 705) è stato un arcivescovo bizantino, patriarca di Costantinopoli dal 693 fino al 705.

## Biografia
Della sua vita fino a quando diventò patriarca nulla si sa, neppure la data di nascita. Nel 693 divenne patriarca di Costantinopoli con l'approvazione dell'imperatore Giustiniano II il quale però esercitava un rigido comando sulla chiesa ortodossa e sullo stesso patriarca. Callinico cominciò a nutrire segretamente un'inimicizia verso l'imperatore e sperava che venisse deposto.
Il suo desiderio venne alfine esaudito: nel 695 Giustiniano II venne deposto in una rivolta e gli venne tagliato il naso. Callinico, incoronando l'usurpatore Leonzio pare che abbia detto "questo è il giorno che il signore Iddio  mi ha fatto". Quella frase gli sarebbe costata caro. Infatti nel 705 Giustiniano II, con l'aiuto del re bulgaro Tervel iniziò una campagna militare per riconquistare il trono e arrivò a assediare Costantinopoli. L'accordo proposto da Giustiniano fu rifiutato dai difensori e Callinico incitava alla resistenza.
Ma i difensori dimenticarono che Giustiniano II aveva fatto costruire il sistema fognario e sapeva come percorrerlo. Facendo passare appunto lui stesso e il suo esercito nelle fogne Giustiniano conquistò Costantinopoli e il trono e incominciò la sua vendetta. Dopo aver fatto calpestare e sgozzare Leonzio e Tiberio si vendicò anche sulla Chiesa. Gli ecclesiastici che non l'avevano appoggiato furono uccisi e a Callinico furono cavati gli occhi e spedito a Roma. Morì quasi subito, probabilmente in seguito alle ferite.